# Ǯ
La letra ezh con carón (mayúscula: Ǯ, minúscula: ǯ) es una letra modificada del alfabeto latino que es usado por el idioma sami skolt y el idioma laz en su versión romanizada representando el sonido [d͡ʒ] y [t͡sʼ] respectivamente.[cita requerida] Fue usado por el idioma carelio en su variante Olonets desde 1989 hasta 2007.

## Unicode
El código Unicode de la letra Ǯ es U+01EE y U+01EF para su versión minúscula.[cita requerida]